# Droit fédéral
Dans le droit constitutionnel des États fédéraux, le droit fédéral est l'ensemble des règles qui régissent les matières tombant sous la compétence du gouvernement fédéral, de même que les règles qui gouvernent la conduite de l'appareil étatique fédéral au sein d'une fédération, autant sur le plan législatif que sur les plans exécutif et judiciaire. 

## Canada
Le droit fédéral canadien existe parallèlement au droit provincial. Les compétences de l'État fédéral sont principalement énumérées à l'article 91 de la Loi constitutionnelle de 1867.
- Toute loi visant la paix, l'ordre et le bon gouvernement[2].
- le service militaire, les Forces canadiennes et toutes les questions touchant la défense nationale[3] ;
- la citoyenneté canadienne et les immigrants[4] ;
- le droit criminel et les pénitenciers[5]
- le commerce interprovincial et la réglementation générale du commerce[6] ;
- les banques[7] ;
- la monnaie canadienne et les lettres de change[8] ;
- le taux d'intérêt[9] ;
- la faillite[10] ;
- les brevets, le droit d'auteur et les marques de commerce[11]
- l'assurance-emploi[12] ;
- des conditions pour se marier et divorcer[13]
- le statut des Amérindiens au Canada[14] ;
- les pêcheries en mer[15] ;
- les poids et mesures[16] ;
- le service des postes (Postes Canada)[17] ;
- le recensement[18].

## États-Unis
Aux États-Unis, le droit fédéral existe en parallèle avec le droit des États américains.

## Suisse
Le droit fédéral s'applique à toute la Suisse. Il doit découler d'une compétence dévolue à la Confédération (ou par la législation d'urgence).
La Constitution fédérale est la loi fondamentale de l'État suisse : elle renferme les principes de base de l'État. Sa procédure de révision est particulière (référendum obligatoire).
Les lois fédérales sont les actes adoptés par l'Assemblée fédérale selon la procédure législative ordinaire ; ce sont donc des lois au sens formel. Elle contiennent les principes et les règles de droit importants. Certaines rassemblent l'ensemble des règles relatives à une matière en un tout systématique et rationnel : on parle de Code.
Les arrêtés fédéraux sont d'autres actes qui peuvent être pris par les autorités fédérales. On trouve les arrêtés sujets ou soumis au référendum et les autres, qui ont le caractère d'une ordonnance.